# روي ديفيس جونيور
روي ديفيس جونيور (بالإنجليزية: Roy Davis, Jr.)‏ هو منتج أسطوانات وملحن ودي جيه أمريكي، ولد في 1970 في شيكاغو في الولايات المتحدة.

## وصلات خارجية
- روي ديفيس جونيور على موقع ميوزك برينز (الإنجليزية)
- روي ديفيس جونيور على موقع أول ميوزيك (الإنجليزية)
- روي ديفيس جونيور على موقع ديسكوغز (الإنجليزية)